# Hans Josef Haas
Hans Josef Haas (* 23. Januar 1956 in Schönecken) ist ein deutscher Verwaltungsjurist. Vom 1. Januar 2016 bis zu seiner Pensionierung Ende 2021 war er Vizepräsident der Generalzolldirektion.

## Berufliche Laufbahn
Nach dem Abitur am Regino-Gymnasium in Prüm studierte Haas Rechtswissenschaften an der Universität Bonn. 1982 schloss er sein Studium mit dem Ersten Juristischen Staatsexamen ab. Sein Zweites Juristisches Staatsexamen bestand Haas 1985 am Landesjustizprüfungsamt in Nordrhein-Westfalen.
Von Dezember 1985 bis Juli 1986 war Haas als Richter am Landgericht Kleve tätig. Danach trat er in die Bundesfinanzverwaltung ein. Von Oktober 1986 bis August 2008 war er im Bundesministerium der Finanzen in verschiedenen Funktionen tätig. Unter anderem leitete er das Kabinettreferat unter dem damaligen Bundesfinanzminister Theo Waigel. Außerdem war er Leiter der im Zusammenhang mit dem Untersuchungsausschuss „DDR-Vermögen“ des 13. Deutschen Bundestages in der Bundesregierung errichteten Arbeitsgruppe. Im Bundesministerium der Finanzen war er zuletzt als Referatsleiter für die 2004 neu geschaffene Finanzkontrolle Schwarzarbeit der Zollverwaltung zuständig. Von September 2008 bis Dezember 2015 war Haas Präsident der Bundesfinanzdirektion West in Köln. Mit der Gründung der Generalzolldirektion in Bonn im Januar 2016 wurde Haas das Amt des Vizepräsidenten übertragen. 2018 leitete er für einige Monate kommissarisch die Generalzolldirektion, bis im August 2018 Colette Hercher in dieses Amt berufen wurde. Ende 2021 wurde er altersgemäß in den Ruhestand versetzt.